# TGV Dasye
,
Les TGV Dasye (contraction de Duplex ASYnchrone ERTMS) sont des rames électriques TGV de la SNCF, aptes à 320 km/h, mises en service à partir de 2008.
À partir de 2013, une partie du parc TGV Dasye est modifiée et allouée aux services Ouigo.

## Description
Ces rames portent le numéro de série roulante 700. Elles se caractérisent par une nouvelle chaîne de traction à transistor IGBT avec motorisation asynchrone du même type que celle des motrices de TGV POS, et elles embarquent également l'ETCS, système de signalisation européen. Les motrices de la rame 701 ont été livrées fin 2006 et assemblées avec le tronçon Réseau Duplex 619 (premier tronçon de cette sous-série livré, dans le cadre de la formation des rames Réseau Duplex et POS), pour essais de présérie. La rame 701 complète fut livrée le 14 février 2008.
Les motrices sont construites sur la base d'un chaudron identique à celui des TGV Duplex et Euroduplex.
Le 27 juin 2007, la SNCF a passé une importante commande à Alstom Transport SA pour 80 rames Duplex, composée de 25 rames Dasye supplémentaires, ainsi que de 55 rames tricourant d'un nouveau type (TGV Euroduplex ou RGV 2N) et une motrice de réserve,. Une commande complémentaire de 3 rames Dasye est passée en 2008. Cependant, seules 50 rames Dasye sur ce total de 52 (24 + 25 + 3) sont construites.
L'habillage intérieur des rames bénéficie de nouvelles couleurs (bleu) et de nouveaux équipements (notamment des prises électriques à chaque rangée de sièges, en 1re et en 2de classe), le reste des aménagements est très proche de ceux du Duplex ; un indicateur de la vitesse du TGV a été installé dans la voiture-bar, au-dessus du bar.
Ces rames Dasye permettent de renforcer les liaisons vers le Sud, notamment avec la ligne Perpignan – Figueras pour certaines d'entre elles. Elles y sont remplacées par les rames TGV 2N2 3UH depuis le 15 décembre 2013, pour des trajets Paris – Barcelone sans changement à Figueras.
Désormais, les TGV Dasye revêtent la livrée Carmillon.

## Rames Dasye HD

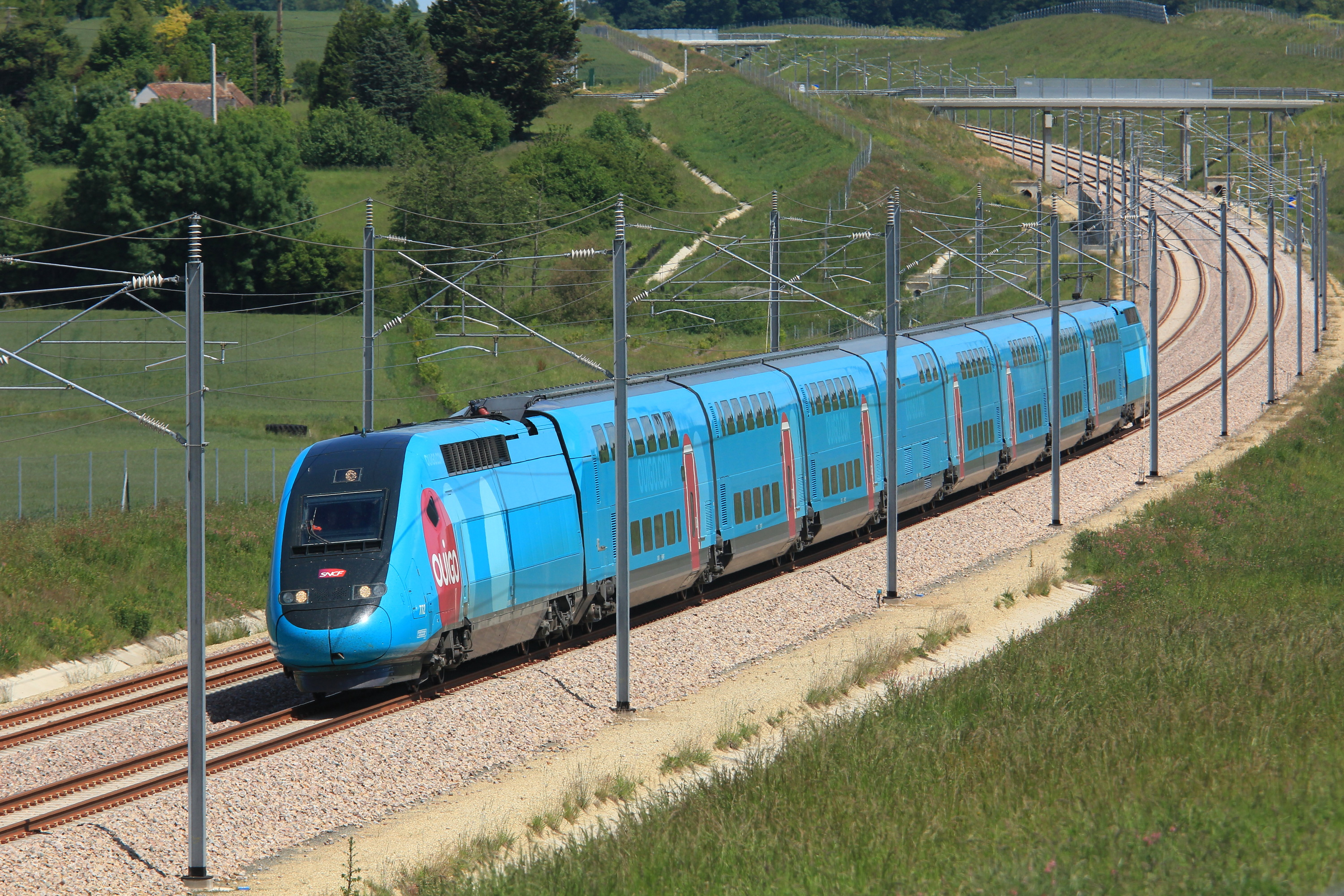
La rame TGV Ouigo n°772

En 2013 est lancé le service low-cost Ouigo. Le service a débuté avec les rames Ouigo 760 à 763. Ces 4 rames sont dénommées Dasye HD (Duplex-ASYnchrone-ERTMS Haute Densité). Elles sont issues d’un échange entre les motrices et tronçons de rame Duplex et Dasye.
Elles sont composées de tronçons de 8 remorques Duplex série 200 en cours d’opération mi-vie, réaménagées en classe unique pour accueillir 634 passagers au lieu de 516 pour une rame Duplex.
Aujourd'hui, 38 rames Dasye ont été modifiées en Dasye Haute Densité par le technicentre industriel de Bischheim afin d'assurer les services Ouigo. Les tronçons de 8 remorques Dasye et les paires de motrices Duplex 200 restants ont donné naissance à la série NéoDuplex.
Une deuxième tranche de 12 rames (rénovation TANGO) devrait entrer en atelier prochainement pour de nouvelles relations dès 2025.

## Rames TGV POS-Duplex

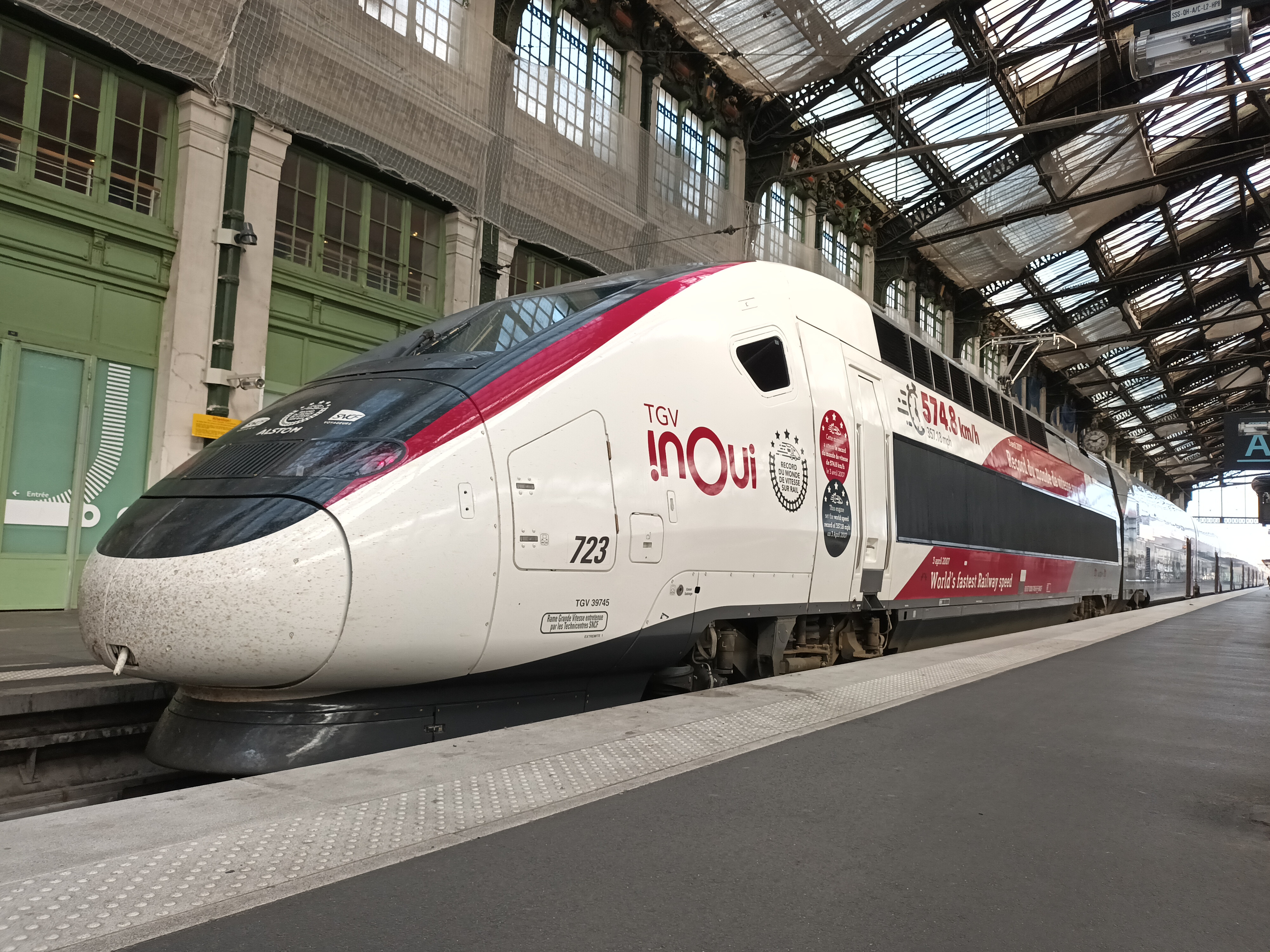
TGV POS-Duplex 723 à Paris-Gare-de-Lyon.

Entre 2006 et 2007, la SNCF reçoit 38 motrices tricourant aptes aux réseaux allemand et suisse, la SNCF ne voulant pas de rames Duplex sur cet axe. Elle prélèvera 19 rames TGV Réseau rénovées pour former les rames TGV POS (POS pour Paris - Ostfrankreich - Süddeutschland ; en français : « Paris - Est de la France - Allemagne du Sud »). Il s'agira de motrices neuves encadrant des remorques rénovées. Les rames sont numérotées de 4401 à 4419.
Dans le même temps, la SNCF devait faire face à l'augmentation des voyageurs sur l'axe Sud-Est ; la livraison de rames TGV Duplex était prioritaire. En parallèle de la commande des 38 motrices POS, la SNCF commandera 19 tronçons Duplex à Alstom pour les atteler aux motrices Réseau dépourvues de remorques. Cela formera les 19 rames TGV Réseau Duplex, numérotées 601 à 619. Par ailleurs, les deux remorques d'extrémité de la rame 618 ont formé la rame V150 entre 2006 et 2007.
Pendant que les rames TGV Réseau Duplex ne circulèrent qu'en France, les rames TGV POS ont circulé en Allemagne jusqu'en 2012 (date à laquelle ces dernières ont été affectées à Lyria). À partir de 2019, les rames finiront leur vie sur les axes Nord (en remplacement des rames TGV Sud-Est) et Est (où elles circulaient initialement), pour les relations TGV inOui.
En 2022, la direction du matériel de la SNCF annonce le remaniement des rames TGV POS et Réseau Duplex. Avec l'opération mi-vie des motrices TGV POS et des remorques des TGV Réseau Duplex, la SNCF crée un nouveau type de matériel TGV, baptisé TGV « POS-Duplex », puisqu'il s'agit de motrices POS encadrant des tronçons Duplex rénovés (ex-Réseau Duplex). Sur les 19 rames TGV POS-Duplex, 13 rames seront affectées au service TGV inOui, tandis que les 6 autres rames seront des Ouigo Tango (signifiant « Transformation de l’Aménagement Nouvelle Génération Ouigo ») ; ces dernières doivent être présentées en 2025. Les TGV POS-Duplex seront tous affectés au Technicentre de Lyon-Gerland.
La rame TGV POS 4402 (ayant battu le record du monde de vitesse sur rail, le 3 avril 2007, à la vitesse de 574,8 km/h) devient la rame TGV POS-Duplex 723. Les motrices ont reçu une livrée spéciale rappelant ce record, avec les couleurs de TGV inOui. Les remorques d'extrémité de la rame Réseau Duplex 618 ont quant à elles intégré la rame TGV POS-Duplex 726.